# Породица Могоровић
Породица Могоровић била је једно од дванаест племићких племена Краљевине Хрватске, поменутих у Pacta conventa и Супетарском картуларију. Први пут се помињу у 12. и 14. веку у залеђу Биограда на Мору и Задра у Далмацији, а од 13. века у региону Лике, где су се разгранали у најзначајнију племићку породицу Дисиславић, поред тога што су се до 15. и 16. века поделили на још четрнаест племићких грана. Активно су учествовали у хрватско-османским ратовима. Директни потомци племена живе и данас у Хрватској.

## Етимологија
Презиме Могор(-овић) вероватно потиче од патронима Могор или Мохор, што је словенска варијација имена Светог Ермагоре из Аквилеје. То значи „од Могора“. Из таквог облика осим презимена Могоровић изводе се и заједнички хрватски патроними из региона Истре: Мохор, Мохорић, Мохорац, Мохоровић, Мохорчић и Мохоровичић. То би имплицирало да је име крштено у Хрватску под утицајем Аквилејске патријаршије и да је племе изгубило своје првобитно име. Према другим теоријама, које заговарају тезу да је мало вероватно да је словенско племе изгубило своје првобитно име, оно потиче од легендарног претка Магора, мађарског племена Међер, одакле потиче мађарски етноним Мађар, што имплицира мађарско порекло, што је највероватније поткрепљено писмом папе Гргура XI из 1373. године. Други га је извео од белохрватског Мухла, једног од седам браће и сестара који су предводили хрватска племена током њихове миграције у данашњу Хрватску. Пошто су грчки списи често замењивали „л“ и „р“, као и „хи“ са „г“ и „к“, и искривљавали имена, извођење би било Мухло > Мухро > Мугро > Могор. Владимир Мажуранић је оповргао могуће порекло од уралско-алтајских имена Могол и Могул.
У историјским изворима, презиме се јавља и у латинском језику, као што су Киторум и Муриторум сматрали обостраним, могуће изобличење, често транскрибовано као Мурић, али с обзиром на друге изворе, свакако се односе на племе Могоровића. Презиме се може наћи у топониму Могорић, насељу са рушевинама замка које је основало племе, и средњовековном топониму Могорова Дубрава, који се налази на месту каснијег утврђења Кличевице код Бенковца.

## Грб
Грб Могоровића може се пратити од 15. века по печатима које су користили племићи. Главни мотив штита су сребрне шипке које представљају реку, а биле су равне, попречне или, као већина, таласасте. Број цртица није јасно дефинисан, креће се од две до седам, а између њих четири или пет,  што највероватније указује на реке око којих је племе живело. Боја штита према грбу гране Петричевић-Хрељац из 1590. године била је азурна, док је грб гране Бабоножића из 1622. године, која је имала сребрни штит и азурне пречке, највероватније погрешно протумачен јер је такво бојење супротно хералдичкој пракси. Имао је само мање варијације, ретко са додатком лава са сабљом (Могорић), грифона (Бабоножић) или шестокраке до осмокраке звезде (Гојчић, Кобасић). Кацига и оклопни плашт остају непознати.

## Историја
У 11. и 14. веку помињу се у залеђу Биограда на Мору и Задра у Далмацији , а од 13. века у жупи Лике. Остаје нејасно да ли потичу из жупа Сидрага, Нона и Лука у Далмацији или из Лике. Сматра се да је процес формирања племићког рода завршен почетком 13. века и да су вероватно сви чланови имали непознатог заједничког претка. У Лици, поред титуле жупана која се називала и шпан или кнез, племе је имало и свој племићки судски сто (хрв. plemeniti stol), као и четири судије и два судска службеника (хрв. pristav). Такође је имало 24 локална племића (хрв. osidnici). Тек након што би се окупили жупан и све судије, могло се рећи да се састао „пун сто” да би се започела парница, што се и догађало понедељком. Ову привилегију су задржали све до 16. века.
Временом су наследили имања у југоисточном, западном, централном и североисточном делу Лике. Њихове земље су се на северу граничиле са породицом Франкопан, а на југу са Велебитом и протезале су се до Обровца и Поседарја, где су се граничили огранци племена Гусић , Курјаковићи и Поседарски. Потиснули су друге племићке породице, попут Тугомирића, Чудомирића и Лагодушића, који су били најбројније племе у региону. Према документима њени чланови су живели у насељима Бисићи, Чаховићи  (или Чеховићи), Црна вас, Дугошани, Гаћелези, Грвоздница, Касези, Куклићи, Лучани, Маринци, Подслун, Радина-вас, Рибник, Себидража, Скурина, Стинице, Телић-село, Врховљани, Забрдо, Зажумићи и многим другим. Племић је у Лици и на обронцима Велебита изградио неколико утврђења, данас свих у рушевинама, укључујући Почитељ, Личку Островицу, Барлете, Лички Нови, Билај, Рибник, Могорић, између осталих, која су скоро сва постала власништво породица Франкопана и Курјаковића пред крај 15. века.
У Далмацији су основали цркву Св. Госпе у селу Тукљача (данас Турањ), помиње се као Tochinia у повељи Деметрија Звонимира из Хрватске која датира из 1078. године. Значајан је по уграђеном надвратнику који помиње да су га основали чланови племена Могори у част свог претка Грегорија Могора, сина Олима Никуле Могора, а због садржаја натписа и још једног испреплетеног украса може се датирати у 9. или најкасније у 10. век (према некима датира из 845. године и помиње хрватског војводу Мислава). Племе се помиње најраније 1069. године, у краљевском документу хрватског краља Петра Крешимира IV у којем је основан женски манастир Светог Томе у Биограду на Мору, а поновно помиње се везује за 1164. годину. Најранији наводно познати члан рода је жупан Петрум Муриторум, један од дванаест племића поменутих у Pacta conventa (1102) који су преговарали са Коломаном, краљем Угарске. Према Супетарском картуларију, били су једно од шест племена која су бирала банове који су, заузврат, бирали новог краља у случају да претходни краљ премине не остављајући за собом наследнике, а могуће је да се помиње и Петар Могоровић. Крајем 12. века забележени су сведоци Грегорије (1188), Мергија (1197), док су у следећем реду Дисислав, Дујмон (1207), Јоани (1240), Берислав и Петрус.Јован (Иван) од Радуча (1240), био је краљевски витез и саветник Беле IV и добио је села Региане и Ветеринићи и тврђаву Љуба са поседима 1268. Године 1248, племићки суд у Лици потврдио је да је одређено земљиште од памтивека у власништву предака извесних Поруга који га могу користити са правима племићке класе Могоровића и да се граничи са територијом Могоровића. Године 1263, Петар Толимировић из гране Толимировића добио је нека имања као замену за утврђени град Почитељ од краља Беле IV. Браћа Новак, Мартинуш и Петар од Борислава, и Гргур од Толимира, из гране Толимировић, продали су 1349. године већину својих имања за 3.000 млетачких лира члановима Курјака од Дисислава, Новаку, Гргуру и Ивану од Петра из друге племићке гране Дисиславића. Друга грана, Бериславићи, помиње се између 1349. и 1411. године. Шездесетих година 14. века њихову наслеђену титулу личких жупана преузео је угарски краљ Луј I, међутим, 1372. године дошло је до помирења, а у писму папе Гргура XI из 1373. године, о конфискованим црквеним десетинама Нинске бискупије, о чему је обавештен лички жупан, забележени су жупани Новак, Петар и Магор или Могор, који је такође био из гране Толимировића или је био оснивач гране која је касније добила презиме Могорић.
Године 1446. Иван Јуриславић за заслуге у служби код Ивана и Гргура Курјаковића добија Бадучево Село у Лици. Године 1468, Павло Курјаковић је поклонио Ивану Гусићу из племена Могоровић нека имања у Папрчанима и Тршћанима, такође за војну службу, што имплицира да су неки чланови племена Гусић постали део племена Могоровић. Исте године, неки чланови породице Могоровић из Сријана купили су имања у истим селима од Павла Курјаковића, а њиховој браћи су 1478. године потомци Карла Курјаковића поклонили имања у близу Задра. Године 1490. у глагољском документу помиње се Томаш Могорић, шпан племића у Бужанима. Две године касније, Томаш је са Ладиславом Вучићем и Палом Петричевићем  отишао у Будим да потпише документ којим је хрватско племство гарантовало Максимилијану I из династије Хабзбург наслеђе угарско-хрватског престола ако краљ Владислав II од Угарске умре без потомства. У попису сењске војне посаде 1551. године пописани су Петар, Винко и Матија Гојчић - Могороевић де Новаки у Лици. Потоњи је сахрањен 1555. године у породичној гробници у цркви Светог Фрање у Сењу. Има надгробни споменик украшен натписом и грбом. Године 1675. или 1679. у цркви у Марији Горици код Запрешића, Михаел Вренић је подигао епитаф огулинском капетану Мартину Могоричу, који је умро око 1643. године, који је богато украшен, приказујући њега, епизоду из битке са Турцима, његов грб и натпис. Готово исти грб се може наћи на печату Николе Могорића из 1675. године. Сматра се да је мушка линија ове гране изумрла пред крај 17. века.
Из бранше Будишића најистакнутији је био Франко, који се помиње у раздобљу између 1492. и 1506. године. Истакао се промовисањем писања књига на глагољици, укључујући Други новљански бревијар Мартинца из породице Лапчана. Био је представник и приор Павлинског самостана и цркве Свете Марије у Зажићну (данас Пазариште). Након разорне битке на Крбавском пољу (1493), обновљени су манастирски поседи даровницама Могоровића и породице Франкопан.
Неколико цркава на територији данашњег Госпића у Лици било је важно за племе; црква Светог Јована у Касезима, која се налази у центру Госпића, а помиње се од 1263. године. Између Почитеља и Кукљића налазила се црква Свети Јован у Лици на брду, (1017 метара н.в.) коју су највероватније основали Могоровићи. Црква је имала поседе у Челопецима, Козјем Рогу и Надбрду. Године 1433, Власи који су живели у његовој околини и на Велебиту званично су обећали да му неће нанети никакву штету. Године 1441, наизглед сви Могоровићи, предвођени кумом Франком Петричевићем, поклонили су глагољски мисал и прописали да се сав приход од жупских пореза даје цркви за опроштај грехова и свих мртвих душа. Почетком 16. века тамо су изградили и фрањевачки манастир, који ће бити напуштен током османског освајања. Године 1449, глагољски мисал је купила црква Свете Марије у селу Дреновац за 27 дуката, под заштитом краља Дујма IV Франкопана, да би га откупила за 200 дуката. Вероватно је то била њихова заветна црква, док је Свети Јован био њихов заштитник. Помиње се и црква  Светог Петра у Сутпетру, граду који је био центар округа, на важној трговачкој раскрсници са тргом.
До краја 15. и почетка 16. века, сматра се да је бројало до 3.500 људи, или 1.500 људи са 300-350 кућа. Према наводима Вјекослава Клаића, породице које су забележене између 1499-1515 и које су потицале од племена су: Бабић, Бабоножић, Бучић или Вучић, Будишић, Драшковић, Дудуловић, Гојчић, Гонешић, Хлапчић или Хлибчић, Јаковлић, Јуричић, Јуриславић, Кориславић, Лопушић, Љопушић, Кориславић, Лопушић. Малић, Михалић, Миљечић, Мисерић, Митаринић, Могорић, Нелковић, Орловчић, Паладинић, Петричевић (и Хрелац), Пиричић, Плишковић, Подкнежинић, Пожарић, Прибиславић, Радчић или Рачић, Радманчић, Скоблић, Сладојевић, Славковић, Слишковић, Сопчић, Супчић или Собчић Томашић, Твртковић, Утишенић, Видовић, Витосавић, Зоранић, Ждралић или Ждралић и Здрубачи између осталих. Од њих, једино породица Драшковић вероватно није потекла из племена или није била у сродству са породицом Драшковић из племена. Ове породице су заједно живеле у Лици до 1526–1528. године, када су под налетом освајања од стране Османског царства многи чланови страдали, одлучивши да емигрирају широм Хрватске, делимично у околину река Коране и Купе, као и преко реке Купе у Загребачкој жупанији.

### Значајни чланови
- Новак Дисиславић, краљевски витез који је написао и илуминирао глагољски мисал познат као Мисал војводе Новака из 14. века.[17]
- Болдизар Петричевич-Хорват (1714–1777), магистрат, поглавар Унитарске цркве Трансилваније (1753–1777);
- Ференц Петричевич-Хорват (1731–1804), поглавар Унитарске цркве (1778–1804);
- Козма Петрићевич-Хорват (1735–1794), пуковник витез Војног реда Марије Терезије;[18]
- Даниел Петричевич-Хорват (1769–1842), мајор и мецена.
- Јанос Петрицхевицх-Хорватх (1801–1874), генерал-потпуковник;[18]
- Алберт Петричевич-Хорват (1801–1874), секретар унутрашњих послова и генерал;[18]
- Ласар Петричевич-Хорват (1807–1851), писац и члан МТА.
- Ида Петричевич-Хорват (1836–1877), песникиња;
- Емил Петричевич-Хорват (1881–1945), политичар и професор.